# Dodecatemoria

Rueda del zodíaco donde se muestran las dodecatemorias en el signo de Aries

Las dodecatemorias  son subdivisiones de cada uno de los signos del zodíaco en doce partes. Se puede decir que estas forman un «microzodíaco» de 144 dodecatemorias, cada una correspondiéndose con 2.5º de la eclíptica. En su uso alternativo, el dodecatemorion se refiere al grado que se alcanza tras multiplicar por doce el grado en el que se encuentra un planeta, y de avanzar en el círculo zodiacal los grados que resulten de la multiplicación.
Este sistema, empleado en la astrología helenística pero menos favorecido por las tradiciones posteriores, tuvo su origen aparentemente en la astrología babilonia.

## Nombre
La denominación «dodecatemoria» es una latinización del griego δωδεκατημόρια (singular δωδεκατημόριον; en latín, dodecatemorium o dodecatemorion). En hebreo se expresa un concepto parecido: השנים עשר en hebreo y اثنا عشرية en árabe.
En Babilonia se empleaba el término 𒄩𒆷 (ḪA-LA), pronunciado zittu, y que se definía como «parte». Los asiriólogos denominan a este sistema microzodíaco.

## Cálculo
Dentro de cada signo, las dodecatemorias se ordenan comenzando por ese signo y continuando en el orden normal. Por lo tanto, en el signo de Virgo, la primera dodecatemoria será Virgo y la última será Leo.

### Cálculo helenístico
Siendo T un punto de grado D en el grado S, se añaden 12·D grados al comienzo del signo S.
Por ejemplo, para hallar la dodecatemoria de Capricornio 17, se multiplica 17 por 12 para obtener 204, y se trasladan 204° desde el comienzo de Capricornio, con lo que se llega a Cáncer 24. Cáncer es la séptima dodecatemoria de Capricornio, lo que se corresponde con el intervalo 15-17,5º en Capricornio. Al mismo tiempo, Cáncer 24 se puede definir como la dodecatemoria exacta de Capricornio 17.
En el Astronómica de Marco Manilio, las dodecatemorias se subdividen a su vez en cinco partes de medio grado, cada una correspondiente a un planeta (Mercurio, Venus, Marte, Júpiter y Saturno).

### Cálculo babilónico
En un sistema mesopotámico alternativo, y al parecer más antiguo, las dodecatemorias de un punto celeste se calculan añadiendo el grado multiplicado por doce al grado exacto en cuestión, no al grado 0º del signo.
En lenguaje simbólico: Siendo T un punto de grado D en el signo S, se añaden 12·D grados a D. O, de modo equivalente, se añaden 13·D grados a S.
El resultado es un microzodíaco de 13 secciones, siendo la primera y la decimotercera idénticas, con un recorrido diario de 13º.
| Fecha | Fecha | Posición | Posición |
| Mes   | Día   | Signo    | Grado    |
| 1     | 1     | 1        | 13       |
| 1     | 2     | 1        | 26       |
| 1     | 3     | 2        | 9        |
| 1     | 4     | 2        | 22       |
| 1     | 5     | 3        | 5        |

## Historia
Las tablillas cuneiformes babilónicas, posiblemente originadas durante el dominio persa (539-331) describen el sistema de multiplicar por 12 para encontrar la dodecatemoria asociada a ese grado.
La fecha más temprana posible para el uso del microzodíaco babilónico está necesariamente determinada por la fecha más temprana posible para el zodíaco en sí mismo, establecida por lo general en torno al siglo V a. C.
Aparentemente, los griegos adoptaron el sistema babilónico, pero solían atribuir el conocimiento astrológico a los caldeos o a los egipcios. Manilio y Fírmico, autores latinos, describen los cálculos de las dodecatemorias. Sin embargo, Ptolomeo, en el Tetrabiblos, rechazó el cálculo de las dodecatemorias, considerándolas ilógicas.
Abraham Ibn Ezra, un intelectual hebreo que escribió en el siglo XII, describió dos sistemas. En un sistema, atribuido a los científicos egipcios y gentiles, un signo de 30° se subdivide en 12 secciones de 2,5º que se corresponden con una secuencia de los siete cuerpos celestes, con repeticiones. En el otro, atribuido a Enoch y a los antiguos, cada grado dentro de un signo se corresponde con uno de los doce signos, comenzando por el signo propio. En el último sistema, el ciclo se repite dos veces y media dentro de cada signo; por ejemplo, la dodecatemoria de Libra comenzaría con Libra en el grado 1º y volvería a ser Libra en los grados 13º y 25º.

## Propósitos
El cálculo de las dodecatemorias pudo haberle sido útil al astrónomo simplemente por darle más datos simbólicos para interpretar.
Las dodecatemorias también podían representar meramente el movimiento de la Luna por la eclíptica durante el curso de un mes. Posiblemente se haya empleado una «luna» virtual, en un conjunto imaginado con el Sol (por ejemplo, la Luna nueva) en el comienzo de un signo, para simbolizar divisiones dentro de este.
Un texto griego, encontrado en dos códices, relaciona las dodecatemorias con el homo signorum ('Hombre del Zodíaco'), en el que los signos del zodíaco se localizan en distintos puntos del cuerpo, desde Aries en la cabeza hasta Piscis en los pies. En este texto, se listan las partes del cuerpo junto con distintos grados (2º, 5º, 7º, 10º, etc.), que se corresponden con incrementos de 2,5º redondeados a la baja. El orden de las partes del cuerpo modifica la lista habitual para dejar lugar a las características especiales de cada signo; por ejemplo, la mayoría de signos animales tienen una «cola» en la parte posterior, mientras que Escorpio posee un aguijón; y la lista en Géminis y Piscis es doble.
Como en el zodíaco de 12 partes, la división de los signos en partes del cuerpo (similares en algunos aspectos a los signos) pudo haber permitido a los astrónomos de la Antigüedad describir partes del cielo (y registrar observaciones de cuerpos celestes allí localizados) con gran precisión. Los textos babilónicos tardíos proveen también las fechas del orto para las dodecatemorias para el curso de un día.

## Kalendartexte
Las fechas empleadas para el cálculo babilónico de las dodecatemorias, invertidas y reubicadas, resultan en un esquema conocido como Kalendertexte (o Texto Calendárico), también utilizado por los astrólogos mesopotámicos en el milenio I a. C.
| Posición | Posición | Fecha | Fecha |
| Signo    | Grado    | Mes   | Día   |
| 1        | 1        | 1     | 13    |
| 1        | 2        | 1     | 26    |
| 1        | 3        | 2     | 9     |
| 1        | 4        | 2     | 22    |
| 1        | 5        | 3     | 5     |

Cuando se ordenan por día (pues las fechas aparentemente se encuentran en tablillas de Babilonia, Borsippa y Uruk, datadas aproximadamente en los siglos V y IV a. C.), el resultado describe una progresión de 277° diarios.
| Posición | Posición | Fecha | Fecha |
| Signo    | Grado    | Mes   | Día   |
| 10       | 7        | 1     | 1     |
| 7        | 14       | 1     | 2     |
| 4        | 21       | 1     | 3     |
| 1        | 28       | 1     | 4     |
| 11       | 5        | 1     | 5     |